# Сьяу Бикхим
Сьяу Бикхим (кит. трад. 蕭美琴, хокло Siau Bí-khîm, англ. Hsiao Bi-khim, севернокит. Сяо Мэйцинь; род. 7 августа 1971, Кобе) — тайваньский политик и дипломат, вице-президент Китайской Республики с 20 мая 2024 года. Бывшая депутат Законодательного Юаня от Демократической прогрессивной партии. В 2020—2023 годах — глава Тайбэйского экономико-культурного представительства в США (де-факто посольства Китайской Республики (Тайвань) в США).

## Юность
Сьяу Бикхим родилась в Кобэ (Япония) в пресвитерианской семье, её отец — тайванец (хокло), а мать — американка. Она выросла в Тайнане (Тайвань), затем в подростковом возрасте переехала в США, в город Монтклэр, штат Нью-Джерси.
В 1993 году окончила Оберлинский колледж, получив степень бакалавра востоковедения (East Asian studies), а в 1995 получила степень магистра политологии в Колумбийском университете.

## Карьера
В США Сьяу Бикхим стала активистом при офисе тайваньской Демократической прогрессивной партии (ДПП). Вернувшись на Тайвань, она стала руководить зарубежными связями партии, и более десяти лет представляла её на различных международных конференциях.
Сьяу Бикхим была переводчиком и советником президента Китайской Республики (Тайвань) Чэнь Шуйбяня, избранного в 2000 году.
В 2001—2020 годах Сьяу была депутатом Законодательного Юаня от партии ДПП. Изначально она избиралась от зарубежных избирательных округов, затем от первого Тайбэйского избирательного округа.
С 2010 года Сьяу представляла ДПП в традиционно про-гоминьдановском уезде Хуалянь на востоке Тайваня, населённом преимущественно тайваньскими аборигенами и хакка. В том же году она избиралась от этого уезда в Законодательный Юань, однако кандидат от Гоминьдана Ван Тиншэн с небольшим перевесом её победил. В 2016 года она вновь участвовала в выборах от уезда Хуалянь, где уже одержала победу над Ван Тиншэном. В 2020 году, избираясь в Законодательный Юань от того же уезда, она проиграла независимому кандидату Фу Куньци, таким образом потеряв кресло депутата.
С 2020 года Сьяу была назначена представителем Китайской Республики (Тайвань) в США. В 2021 году её пригласили на инаугурацию президента США Джо Байдена, она стала первым представителем Китайской Республики на этой церемонии после разрыва формальных отношений в 1979 году.
В противовес китайской «дипломатии волков-воинов», Сьяу Бикхим предпочитает более мягкий и дружелюбный стиль, называя себя «кошкой-воином».

## Личная жизнь
Родные языки Сьяу Бикхим — хокло, севернокитайский и английский.
Отец Сьяу Бикхим, Сяо Цинфэнь (蕭清芬; 1935—2021), родился в Тайнане, был главой Тайнаньской теологической семинарии, затем был пастором в Тайваньской пресвитерианской церкви в Ливингстоне, штат Нью-Джерси. Помимо Бикхим, у него есть ещё двое детей: дочь Сьяу Бисик (蕭美瑟 Jeannette Hsiao Bi-sek) и сын Сьяу Кхэдзин (蕭啟仁 Samuel Hsiao).
Сьяу Бикхим в прошлом имела гражданства Китайской Республики (Тайваня) и США, но от второго отказалась в 2002 году, в соответствии с требованиями к государственным служащим на Тайване.